# AMT Backup
La AMT Backup è una pistola semiautomatica.
Prodotta a partire dal 1978 dalla Ordnance Manufacturing Corporation di El Monte (California), venne commercializzata inizialmente come OMC Backup. La società ne produsse in quantità ridotta, e venne poi rilevata poi dalla Arcadia Machine & Tool che la produsse sotto il suo nome.

## Tecnica
La linea e la configurazione della Backup ricordano molto da vicino quelle della Bayard della Pieper belga dell'inizio del secolo e ha ponticello del grilletto particolarmente arrotondato, il caricatore con l'appendice che prolunga l'impugnatura e il bottone della sicura che scorre verticalmente nel fusto. All'impugnatura è presente un'altra sicura, quella dorsale, mentre il caricatore ha la leva di sgancio zigrinata alla sua base.
Il carrello, di notevoli dimensioni, ha nella parte terminale sei profonde fresature di presa per l'armamento della slitta e contiene il bocchettone otturatore con grosse scanalature, al cui centro è collocato il robusto estrattore. La canna, fissata al carrello tramite un incastro a coda di rondine e successivamente saldata, ha l'anima a sei rigature destrorse.
I congegni di mira sono appena accennati e ricavati nel carrello, come è logico per armi di questo tipo a puntamento istintivo, e il caricatore, monofilare, amovibile, prismatico, contiene 5 cartucce ritenute sufficienti dagli esperti americani per combattere un'aggressione.

## La meccanica
Progettata da Harry Sanford, che in tutte le sue progettazioni si è largamente ispirato a realizzazioni europee degli inizi del secolo, la Back Up ha funzionamento a massa battente con chiusura non geometrica.
La percussione è a cane interno su percussore a rimbalzo, lo scatto ad azione semplice. Il grilletto è a scorrimento orizzontale con corta traslazione. Esiste una sicura manuale, oltre a quella automatica all'impugnatura che blocca la leva di scatto.
Le guancette, in legno di noce liscio nei modelli realizzati dalla OMC, sono in Lexon, nere e fittamente zigrinate per le armi prodotte dalla AMT-IAI. La finitura dell'acciaio inox è lucida sui lati della slitta-otturatore e satinata sul castello. Un problema è la mancanza di elsa all'impugnatura con conseguente "pizzicatura" della mano del tiratore (a meno che quest'ultima non sia molto piccola e magra) da parte del carrello in chiusura.

## Le versioni
Nel 1992 allo Shot Show di New Orleans la AMT presentava una nuova versione della Back Up con sistema di scatto a sola doppia azione, linea più arrotondata e fusto completamente ridisegnato, con ponticello del grilletto di grandi dimensioni e di tipo Combat. Immutati pesi, dimensioni e capacità del caricatore.
È stata prodotta anche una versione della Backup adattata all'utilizzo di munizioni di calibro .45 ACP.